# パーシー・フェイス

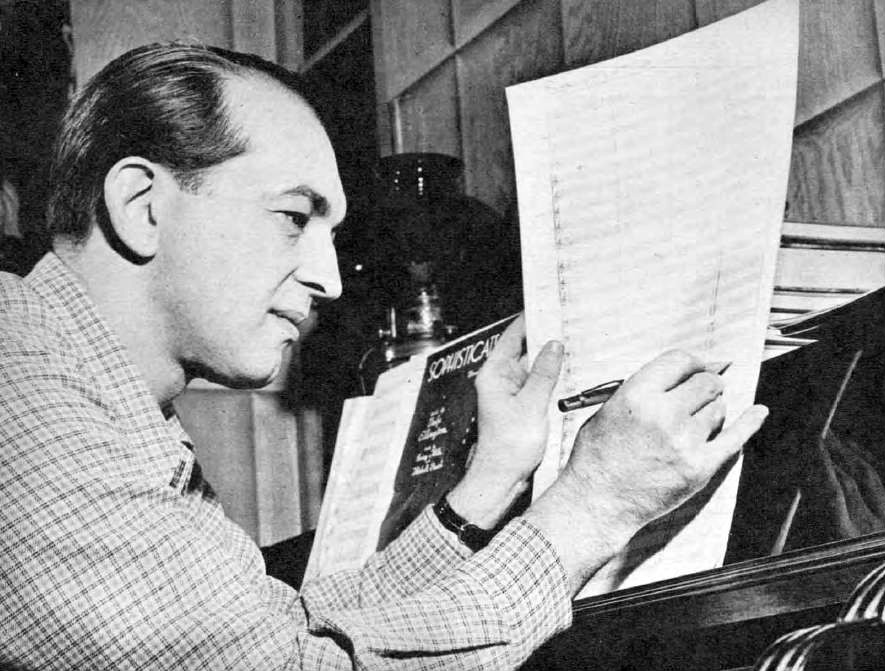
パーシー・フェイス

パーシー・フェイス（Percy Faith, 1908年4月7日 - 1976年2月9日）は、カナダ・トロント生まれでアメリカ合衆国で活動した作曲家、編曲家、指揮者、音楽プロデューサー。イージーリスニングやムード音楽分野において著名な人物である。

## 人物・来歴
1908年、8人兄弟の長男として生まれる。幼少期より音楽に親しみ、ヴァイオリンやピアノを演奏しクラシック音楽のピアニストを目指していたが、18歳の時、マッチから妹の洋服に燃え移った火を手で消火したことにより両手に大火傷を負い、ピアニストになることを断念した。その後作曲家へ転向し、編曲手法も学び頭角を現す。当初はトロントでホテルオーケストラなどを指揮し、1933年に専属の編曲兼指揮者としてカナダ放送協会と契約。担当番組「ミュージック・バイ・フェイス」は好評で7年間続いた。1940年にアメリカへ招聘されて「カーネーション・コンテンティッド・アワー」指揮者の急死による代役を3週間務め、好評により契約を延長してアメリカに留まり約2年後にアメリカの市民権を得る。
1944年から録音作品の制作を開始し、後年デッカのA&Rとして活動するが、1950年にミッチ・ミラーに請われてアメリカのコロムビアレコードへ移籍して東部担当ミュージカルディレクターとして活動する。自身も1975年までムード・ミュージック・オーケストラの指揮者として活動し、「デリカード」、「ムーラン・ルージュの歌」、「夏の日の恋」の3曲が全米ヒットチャートで1位になる。「夏の日の恋」はマントヴァーニらのムード・ミュージックと流行中のロックンロールを融合させたスタイルで演奏され、1960年に全米ヒットチャートで9週連続1位になり同年のグラミー賞を受賞している。また、ミュージカルディレクターとしてトニー・ベネット、ドリス・デイ、ローズマリー・クルーニー、ジョニー・マティス等の編曲やバック・オーケストラ指揮を務めている。
日本との縁は、1960年に単身で初訪日し、国内のオーケストラを指揮・演奏したことに始まる。自身が率いるオーケストラによる来日公演は1966年、1971年、1973年、1974年、1975年の5回で、1966年公演はNHKが総合テレビとFMラジオで放送。1974年公演については、ライブ音源を収録したLPレコードがCBSソニー（当時）から発売された。ちなみに、当時アメリカのブラスロックバンド、シカゴのジェームス・パンコウの曲を編曲した「Mongonucleosis」（モンゴヌークレオシイス）は、1977年4月から1年半にわたってフジテレビのニュース番組（『FNNニュース』や『FNNニュースレポート』シリーズ）のテーマソングに使われていた。
1928年にメアリーと結婚、マリリンとピーター二人の子を儲けた。1976年2月9日、カリフォルニア州エンシノでがんにより死去。67歳没。同州カルバーシティヒルサイド記念公園墓地に埋葬されている。
日本では、現在ソニー・ミュージックエンタテインメントとビクターエンタテインメントから“パーシー・フェイス”名義のCDが発売されているが、ビクター発売分はパーシー死後に別指揮者で新規録音された内容で、アーティスト名英文表記“Percy Faith Orchestra”の前に“The”が付加されている。

## ディスコグラフィ（アルバムのみ）
- The Exciting Music Of Percy Faith （1947年、Majestic M-25）
- Fiesta Time （1948年、Decca DLP-5025）
- Program （1951年、Decca DL-5349）
- Your Dance Date With Percy Faith （1950年、CL-6131）
- Football Songs （1950年、CL-6148）
- American Waltzes （1951年、CL-6178）
- Fascinating Rhythms （1952年、CL-6203）
- Carnival Rhythms （1953年、CL-6214）
- Carefree Rhythms （1953年、CL-6242）
- Music From Hollywood （1953年、CL-6255）
- Music From Kismet （1953年、CL-6275）
- Percy Faith Plays Continental Music （1953年、CL-525、「ヨーロッパの名曲」）
- Percy Faith Plays Romantic Music （1954年、CL-526、「ロマンティック・ミュージック」）
- Music From Kismet （1954年、CL-550／CS-8642、「キスメット」）
- Music Until Midnight （1954年、CL-551、「夜はふけて」）
- Music From Hollywood （1954年、CL-577、「ハリウッド名曲集」）
- Music Of Christmas （1954年、CL-588、「クリスマスの音楽」）
- Percy Faith Plays The Broadway Production - House Of Flowers （1955年、CL-640、「ハウス・オブ・フラワーズ」）
- Amour,Amor,Amore （1955年、CL-643、「アムール・アモール・アモーレ」）
- Delicado （1955年、CL-681、「デリカード」）
- Music For Her （1955年、CL-705、「女性のための音楽」）
- It's So Peaceful In The Country （1956年、CL-779、「イッツ・ソー・ピースフル・イン・ザ・カントリー」）
- Swing Low In Hi-Fi （1956年、CL-796、「ハイファイでぐっとスイング」）
- Passport To Romance （1956年、CL-880、「ロマンスへのパスポート」）
- My Fair Lady （1956年、CL-895／CS-9004、「マイ・フェア・レディ」（CS規格は、オリジナル・モノ音源からの擬似ステレオヴァージョン））
- Percy Faith Plays Music From The Most Happy Fella （1956年、CL-905、「ザ・モスト・ハッピー・フェラ」）
- Percy Faith Plays Music From Li'l Abner （1956年、CL-955、「リル・アブナー」）
- Adventure In The Sun （1957年、CL-1010、「南国の冒険」）
- Viva! - The Music Of Mexico （1957年、CL-1075／CS-8038、「情熱のメキシコ=メキシコの音楽」（恐らく、彼の楽団初のステレオ録音である））
- The Columbia Album Of George Gershwin （1957年、CL-1081・2、「ジョージ・ガーシュイン名曲集」）
- Music From South Pacific （1958年、CL-1105／CS-8005、「南太平洋」）
- Touchdown! （1958年、CL-1182、「タッチダウン！」）
- Hallelujah! （1958年、CL-1187／CS-8033、「ハレルヤ！」）
- Jubilation! （1958年、CL-1188、「ジュビレーション！」）
- The Columbia Album Of Victor Herbert （1958年、CL-1201・2／CS-8006・7、「ビクター・ハーバート名曲集」）
- Malaguena - The Music Of Cuba （1959年、CL-1267／CS-8081、「マラゲーニャ=キューバの音楽」）
- Porgy And Bess （1959年、CL-1298／CS-8105、「ポーギーとベス」）
- A Night With Sigmund Romberg （1959年、CL-1302／CS-8108、「シグムンド・ロンバーグ名曲集」）
- Bouquet （1959年、CL-1322／CS-8124、「美しき花束」）
- A Night With Jerome Kern （1959年、CL-1386／CS-8181、「ジェローム・カーン名曲集」）
- Bon Voyage! （1960年、CL-1417／CS-8214、「旅情とロマンス」）
- The Sound Of Music （1960年、CL-1418／CS-8215、「サウンド・オブ・ミュージック」）
- Percy Faith's Greatest Hits （1960年、CL-1493／CS-8637、「グレイテスト・ヒット」）
- Jealousy （1960年、CL-1501／CS-8292、「ジェラシー」）
- Carefree - The Music Of Percy Faith （1960年、CL-1560／CS-8360、「ケアフリー=パーシー自作集」）
- Music From Lerner & Loewe's Camelot （1960年、CL-1570／CS-8370、「キャメロット」）
- Tara's Theme From Gone With The Wind And Other Themes （1961年、CL-1627／CS-8427、「風と共に去りぬ=映画音楽名曲集」）
- Mucho Gusto! - More Music Of Mexico （1961年、CL-1639／CS-8439、「ムーチョ・グスト=メキシコの音楽」）
- Bouquet Of Love （1962年、CL-1681／CS-8481、「愛の花束」）
- Subways Are For Sleeping （1962年、CL-1733、「サブウェイズ・アー・フォー・スリーピング」）
- Hollywood's Great Themes （1962年、CL-1783／CS-8583、「ハリウッド映画主題曲集」）
- The Music Of Brazil! （1962年、CL-1822／CS-8622、「灼熱のブラジル=ブラジルの音楽」）
- Exotic Strings （1962年、CL-1902／CS-8702、「エキゾティック・ストリングス」）
- American Serenade （1963年、CL-1957／CS-8757、「アメリカン・セレナーデ」）
- A Look At Monaco （1963年、CL-2019／CS-8819、「モナコの旅情」）
- Themes For Young Lovers （1963年、CL-2023／CS-8823、「若い恋人たちへ」）
- Shangri-la! （1963年、CL-2024／CS-8824、「シャングリ・ラ！」）
- Great Folk Themes （1964年、CL-2108／CS-8908、「フォーク・ヒット集」）
- More Themes For Young Lovers （1964年、CL-2167／CS-8967、「続・若い恋人たちへ」）
- The Love Goddesses （1964年、CL-2209／CS-9009、「愛の女神」）
- Percy Faith Plays Latin Themes For Young Lovers （1964年、CL-2279／CS-9079、「若い恋人たちのためのラテン音楽」）
- Do I Hear A Waltz? （1965年、CL-2317／CS-9117、「ドゥ・アイ・ヒア・ア・ワルツ」）
- Broadway Bouquet （1965年、CL-2356／CS-9156、「ミュージカルの花束」）
- Music Of Christmas Vol.2 （1965年、CL-2405／CS-9205、「クリスマスの音楽第2集」）
- Themes For The “In” Crowd （1966年、CL-2441／CS-9241、「ジ・イン・クラウドのテーマ」）
- The Oscar （1966年、OL-6550／OS-2950、「オスカー」）
- Bim! Bam!! Boom!!! （1966年、CL-2529／CS-9329、「ビム・バン・ブーン！」）
- Christmas is ... （1966年、CL-2577／CS-9377、「クリスマス」）
- The Academy Winner - Born Free And Other Great Movie （1967年、CL-2650／CS-9450、「野生のエルザ=映画主題曲集」）
- Today's Themes For Young Lovers （1967年、CL-2704／CS-9504、「若い恋人たちへ最新ヒット集」）
- For Those In Love （1968年、CL-2810／CS-9610、「恋している人に」）
- Angel Of The Morning - Hit Themes For Young Lovers （1968年、CL-2906／CS-9706、「朝の天使」）
- Those Were The Days （1969年、CS-9762、「悲しき天使」）
- The Academy Award Winning Windmills Of Your Mind （1969年、CS-9835、「風のささやき=映画主題歌集」）
- Love Theme From Romeo And Juliet （1969年、CS-9906、「ロミオとジュリエット」）
- Leaving On A Jet Plane （1970年、CS-9983、「悲しみのジェット・プレーン」）
- Held Over! - Today's Great Movie Theme For Young Lovers （1970年、CS-1019、「ヘルド・オーバー！」）
- Percy Faith Strings The Beatles Album （1970年、C-30097、「ビートルズ名曲集」）
- Percy Faith Plays Koga Melodies （1970年、SOLX-66901、「不滅の古賀メロディー」）
- I Think I Love You （1971年、C-30502、「悲しき初恋」）
- Black Magic Woman （1971年、C-30800、「ブラック・マジック・ウーマン」）
- Jesus Christ,Superstar （1971年、C-31042、「ジーザス・クライスト、スーパースター」）
- Joy （1972年、C-31301、「ジョイ」）
- Percy Faith's All Time Greatest Hits （1972年、PG-31588・9、「永遠のグレイテスト・ヒット」）
- Day By Day （1972年、KC-31627、「ソング・サング・ブルー」）
- Percy Faith Plays Ryoichi Hattori Melodies （1972年、SOLL-23、「服部良一・郷愁のメロディー」）
- Clair （1973年、KC-32164、「パーシー・フェイスの新しい世界」）
- My Love （1973年、KC-32380、「マイ・ラブ」）
- Corazon （1973年、KC-32714、「コラソン（フレッシュ・サウンド）」）
- New Thing （1974年、KC-32803、「新しい世界第2集」）
- The Entertainer （1974年、KC-33006、「スティング」）
- Country Bouquet （1974年、KC-33142、「緑の風のアニー」）
- Chinatown Featuring The Entertainer （1974年、KC-33244、「チャイナタウン」）
- Disco Party （1975年、KC-33549、「ソウルフル・ディスコ・サウンド」）
- Summer Place '76 （1976年、KC-33915、「夏の日の恋'76」）

## 代表曲
- 「夏の日の恋」The Theme From "A Summer Place" - 9週連続全米ヒットチャート1位を記録[2]。グラミー賞受賞。1960年。
- 「ムーラン・ルージュの歌」The Song From Moulin Rouge  - 10週連続全米ヒットチャート1位を記録。オリジナル・モノ録音のヴォーカルはフェリシア・サンダース。1953年。
- 「デリカード」Delicado - 全米ヒットチャート1位を記録。ハープシコードのソロはスタン・フリーマン。1952年。
- 「シンシアのワルツ」 A Waltz for Cynthia - ソロはミッチ・ミラー
- 「タラのテーマ」Tara's Theme - 映画『風と共に去りぬ』より。
- 「若い恋人たちのテーマ」Theme for Young Lovers - 彼自身の作曲。
- 「美しき花束」Bouquet - 彼自身の作曲。
- 「ツァラトゥストラはかく語りき」2001(Also Speech Zarathustra)
- 「恋をして」In Love - ラジオ東京の「L盤アワー」テーマ曲。アルバム"Percy Faith Plays Continental Music"(CL-525)に収録。
- 「夏の日の恋'76」Summer Place '76 - 「夏の日の恋」のディスコヴァージョン。米Billboard誌のeasy listening chartで最高13位。彼の最後のアルバムに収録された。1976年。
- 「ピチカート・ポルカ」Pizzicato Polka -　ラジオ関西の長寿番組「歌声は風に乗って」初代テーマ曲。アルバム『Carefree』に収録。
- 「モンゴヌーク・レオシイス」 - 1977年ごろから1980年ごろ、フジテレビジョン他の『FNNニュース』/『FNNテレビ朝刊』/『サンケイ・テレニュースFNN』/『FNNニュース6:30』→『FNNニュースレポート6:00』/『FNNニュースレポート23:00』といった各報道番組の主題歌として使われた。